# Hosur, Shrirangapattana
Hosur là một làng thuộc tehsil Shrirangapattana, huyện Mandya, bang Karnataka, Ấn Độ.